# Vindelforsarna
Vindelforsarna este o arie protejată (arie specială de conservare — SAC, sit de importanță comunitară — SCI) din Suedia întinsă pe o suprafață de 76,5 ha, integral pe uscat.

## Localizare
Centrul sitului Vindelforsarna este situat la coordonatele 64°12′37″N 19°42′15″E / 64.2103°N 19.7041°E.

## Înființare
Situl Vindelforsarna a fost declarat sit de importanță comunitară în decembrie 1995 pentru a proteja un număr necunoscut de specii din flora spontană și fauna sălbatică aflate în arealul zonei. Situl a fost protejat și ca arie specială de conservare în martie 2011.

## Biodiversitate
Situată în ecoregiunea boreală, aria protejată conține 1 habitat natural: Râuri naturale fino-scandinave.
La baza desemnării sitului se află un număr nedeclarat de specii protejate.